# 태화강
태화강(太和江)은 울산광역시를 횡으로 가로질러 흐르는 대한민국의 강이다. 울산 서부지역 산지에서 발원하여 동쪽으로 흐르며, 울산만을 거쳐 동해로 이어진다. 울산의 지역문화는 전통적으로 태화강 유역을 중심으로 발전해왔기 때문에, 태화강은 울산을 상징하는 존재로 여겨진다. 중구 다운동과 남구 무거동을 잇는 삼호교에서 하구까지는 국가하천으로 지정되어 관리되고 있다.

## 유래
태화강의 이름은 신라의 승려인 자장율사가 선덕왕 12년에 세운 태화사(太和寺)라는 사찰의 이름에서부터 유래되었다. 태화사는 자장율사가 중국 당나라 산둥반도의 태화지(太和池)에서 지룡(池龍)을 만나 국난을 피하기 위하여 경주 황룡사에 구층탑을 세울 것을 계시받는데, 태화사는 지룡에게 이를 보답하기 위하여 창건한 것이라고 한다. 이에 관련한 내용이 《삼국유사》의 〈황룡사구층탑〉편에 있다.
慈藏以五臺所授舍利百粒, 分安於柱中 幷通度寺戒壇 及大和寺塔, 以副池龍之請. (大和寺在阿曲縣南, 今蔚州, 亦藏師所創也.)

자장이 오대산에서 받은 사리 백립을, 기둥 속과 통도사 계단과 대화사 탑에 더불어 나누어 모시니, 이로하여 지룡(池龍)의 부탁을 들은 것이다. (대화사는 아곡현 남쪽에 있으며, 지금의 울주이니, 이 또한 자장율사가 창건한 곳이다.)

《삼국유사》의 〈낭지승운(朗智乘雲)과 보현수(普賢樹)〉편에서는 보다 직접적인 태화강의 유래가 등장한다.
山之東有大和江, 乃爲中國大和池龍植福所創, 故云龍淵.

(영취)산 동쪽에 대화강이 있는데, 이는 중국 대화지룡의 복을 심기 위해 만들었기에, 용연(龍淵)이라고 한다.

## 지리

### 발원지
태화강의 발원지는 전통적으로 가지산 부근의 능동산 배내고개로 보고, 여기서 흘러나오는 남하강(南河江)의 물줄기를 본류(本流)로 것이 일반적이었으나 이곳은 1990년대 후반에 주변 시설의 수원 낭비로 물이 마르면서 발원지로서의 지위를 상실하였다.
현재 태화강의 최장 발원지는 백운산 근처에 있는 탑골샘이며, 여기서 시작되는 대곡천이 태화강의 본류이다. 그러나 탑골샘은 다소 인지도가 낮고 지역주민들의 공감 형성이 어려운 점이 있기 때문에, 2007년에 울산발전연구원에서는 가지산 쌀바위를 또하나의 상징적인 발원지로 정하여 2원 체제로 관리함이 바람직하다는 결과를 내어놓았다. 이에 따라 역사적·상징적 발원지는 가지산으로, 실제 지리적 발원지는 백운산으로 보는 견해가 정립되었다.
가지산 쌀바위를 발원지로 보았을 때의 강의 길이는 46.17km이며, 백운산을 발원지로 보았을 때의 강의 길이는 47.54km이다. 지류를 포함한 유역면적은 652.40km2이다.

### 지류
태화강은 물줄기가 통과하는 지역에 높고 낮은 산지가 많아, 각 산에서 발원하여 흘러오는 지류가 많은 편이다. 현재 태화강에는 약 57개의 지류가 있으며, 이 가운데 제1류는 23개소, 제2류가 35개소, 제3류가 19개소, 제4류가 2개소이다.  물줄기의 발원지는 1개소를 제외하고는 모두 울산광역시에 위치하고 있다.

#### 제1류

무거천

태화강의 제1류는 태화강 본류에 직접 닿아있는 지류들로, 23개소가 있다.
| - 거리천 - 구영천 - 국수천 - 굴화천 - 궁근정천 - 길천천 | - 능동천 - 대곡천 - 덕현천 - 동천강 - 둔기천 - 명촌천 | - 명정천 - 무거천 - 반천천 - 산전천 - 삼동천 - 양등천 | - 언양천 - 염포천 - 우만천 - 유곡천 - 척과천 - 천상천 |

#### 제2류
태화강의 제2류는 제1류로 흘러 들어가는 지류들로, 35개소가 있다.
| - 가천천 - 골안천 - 공암천 - 구량천 - 두산천 - 매곡천 - 모화천 - 문수천 - 반곡천 | - 반연천 - 보은천 - 사연천 - 상안천 - 상천천 - 서사천 - 송정천 - 시례천 - 안골천 - 약사천 | - 약수천 - 양정천 - 연암천 - 연화천 - 옥동천 - 이원천 - 입실천 - 직동천 - 작수천 - 전읍천 - 중산천 | - 채안골천 - 천곡천 - 출강천 - 호계천 |

#### 제3류
태화강의 제3류는 제2류로 흘러 들어가는 지류들로, 20개소가 있다.
| - 가막천 - 간월천 - 갈밭천 - 갓안앞천 - 금곡천 - 대암천 - 마동천 - 방기천 - 사촌천 - 서하천 - 성안천 - 세상곡천 - 신화천 | - 외사천 - 원보은천 - 이전천 - 작괘천 - 조일천 - 주원천 - 태기천 |

#### 제4류
태화강의 제4류는 제3류로 흘러 들어가는 지류들로, 2개소가 있다.
- 구미천
- 인보천

## 하천시설

### 댐
태화강에는 3개의 댐이 있으며, 이들은 울산공업단지의 공업용수와 인근 주민들의 생활용수를 공급하기 위하여 건설되었다.
- 사연댐은 울산광역시 울주군 범서읍 사연리에 위치하고 있으며, 1965년에 생활용수의 공급과 홍수위 조절을 목적으로 대곡천을 가로막아 건설되었다. 생활용수 공급량은 1일에 약 10만m³이다. 사력댐 형식으로 건설되었다.
- 대암댐은 울산광역시 울주군 언양읍 반송리에 위치하고 있으며, 1969년에 공업용수의 공급과 홍수위 조절을 목적으로 둔기천을 가로막아 건설되었다. 공업용수 공급량은 1일 공급량은 약 5만m³이다. 유역면적은 77 km2, 댐 길이는 318m, 댐 높이는 27m이다.[2] 사력댐 형식으로 건설되었다.
- 대곡댐은 울산광역시 울주군 두동면 천전리에 위치하고 있으며, 2005년에 생활용수의 공급과 함께 사연댐과의 연계운영을 목적으로 사연댐의 상류에 건설되었다. 생활용수 공급량은 1일에 약 22만m³이다. 댐 길이는 192m, 댐 높이는 52m이다. 표면차수벽형 석괴댐(CFRD) 형식으로 건설되었다.[3]

### 교량
| - 명촌철교 (동해선) - 명촌대교 - 학성교 - 번영교 - 울산교 - 태화교 (국도 제14호선, 국도 제31호선) - 십리대밭교 - 삼호교 - 신삼호교 (국도 제7호선) - 구영교 - 점촌교 | - 선바위교 - 망성교 - 사연교 (국도 제24호선) - 사연대교 (울산고속도로) - 무동교 (국도 제24호선) - 반천교 - 천소교 (국도 제24호선) - 대암교 - 대천교 (국도 제24호선) - 구수교 (국도 제24호선) - 자전교 | - 남천교 (경부고속도로) - 남천2교 (국도 제35호선) - 남천교 - 언삼교 - 경동교 - 상북교 - 지헌교 - 산전교 - 양등교 - 농공교 - 소야정교 |

### 수변시설
태화강 하류에 위치한 고수부지는 태화교 부근에서 동천과의 합류점까지 약 4km에 걸쳐 있으며, 울산에서 도시화가 시작될 당시부터 다양한 용도로 이용되었다. 울산교 북단 근처에는 대단위 주차장이 있어, 울산의 중심 번화가였던 성남동과 옥교동 일대로 접근하는 시민들이 자주 이용하여 왔다. 면적이 넓은 태화교 남단 주변의 고수부지에는 도시축제나 박람회 등의 행사가 자주 열린다. 또한 이 곳에는 태화로터리의 교통량을 분산시키기 위한 우회도로와 함께, 시외버스·공항버스의 정거장이 있다. 1990년대에 들어서는 인근의 택지개발과 더불어 고수부지 전체가 지속적으로 정비되어, 테니스장과 산책로, 꽃밭, 노천무대 등이 조성된 시민공원으로 변모하였다.

#### 태화강 국가정원

태화강 전망대

2004년 12월에는 태화강 중류에 위치한 경승지인 십리대밭 인근에 태화강 생태공원이 조성되었다. 공원 면적은 145,609m²에 이르며, 대나무 숲, 습지, 조류서식지, 수로 등을 그대로 살려 조성되었다. 공원은 시민들의 휴식처인 동시에 자연학습장으로 각광받아, 다수의 시민들이 이곳을 이용하고 있다. 또한 공원이 친환경적 도시공원의 조성 사례로 소개되면서, 벤치마킹 및 사례연구를 위해 대학과 기관들의 방문이 이어지고 있다.
2013년 태화강 정원이 개장했고, 2019년 7월 12일 순천만 국가정원에이어 두 번째로 태화강 국가정원으로 지정됐다.

## 역사

### 선사시대
대곡천 상류에는 신석기 시대부터 청동기 시대를 거쳐 신라에 이르기까지 조각되어 온 암각화, 울주 천전리 각석과 울산 대곡리 반구대 암각화가 위치하고 있다. 이들 암각화가 위치한 곳은 태화강 하구에서부터 20 km 이상 떨어진 곳임에도, 암각화에는 고래를 포함하여 각종 바다짐승으로 추측되는 그림들이 다수 발견된다. 이를 통해 선사시대에 태화강의 하구는, 현재의 태화강 중류 부근일 것으로 추측된다. 또한 이 암각화에는 물짐승과 육상동물등도 다수 등장하는 것으로 보아, 당시의 태화강 인근에서 수렵활동과 어로활동이 활발하게 행해졌음을 보여준다. 아울러 강의 하류인 무거동 옥현지구와 다운동 일대에서도 청동기 시대의 마을과 논의 흔적이 다수 발견되고 있어, 태화강 인근에 인간이 거주하기 시작한 시기가 오래전이었음을 보여주고 있다.

### 삼국시대
삼국시대의 태화강 유역은 신라의 영역이었으며, 수도인 서라벌(현재의 경주)의 남쪽에 위치한 강이었다.
이 시기에 신라의 10대 사찰인 동시에 태화강이란 이름의 유래가 된 태화사가 태화강의 하류에 있었다. 태화사의 부속 건물로 태화강가에 건립된 누각 태화루는 고려 때까지 원형을 보존하였으며, 이후에도 조선 중기까지 파괴될 때마다 복원되어 태화강의 상징이 되었다. 이와 같은 중요한 사찰과 건축물이 있었음은, 태화강이 수도에서 가까운 하천으로서 의미있는 역할을 하였음을 나타낸다.
또한 상류에 위치한 울주 천전리 각석에 일부 남아있는 신라 때의 명문에는 화랑의 이름이 다수 새겨져 있다. 이 명문에는 또한 신라의 건국 주체였던 6부 중 하나인 사훼부(沙喙部)가 다수 언급되고 있다. 이러한 유적들은 태화강의 상류가 화랑들의 수행처로서 역할을 했음을 보여주는 동시에, 태화강 상류가 사량부에 있어 특별한 의미를 지닌 장소였음을 보여준다.

### 고려시대
고려시대 때에 태화강 하류지역은 흥례부(興禮府)라는 독립된 행정구역으로 승격되었으며, 이 때에 최초로 태화강 유역에 도시가 발달할 기반을 마련되었다. 현종 때에는 상류지역의 헌양현(獻陽縣, 현재의 언양)과 함께 태화강 유역 전체가 울주(蔚州)로 묶이게 되었다. 태화강 유역이 최초로 하나의 생활권을 이룬 것은 이 때이며, 이 때의 행정구역명이 현재의 울산광역시와 울주군의 유래가 되었다. 이와 동시에 울주에는 왜구로부터의 방어를 위해 방어사(防禦使)라는 직책을 처음으로 파견하게 되는데 이로써 태화강은 울산의 강이 되었다

### 조선시대
조선 때의 태화강 유역은 상류의 언양현(彦陽縣)과 하류의 울산군(蔚山郡)으로 각각 배속되어, 인근 지역 행정의 중심지로 발전하여 왔다. 언양읍성과 울산읍성, 울산왜성과 병영성이 모두 태화강을 끼고 축성되었음은, 태화강이 전략적으로 중요한 하천이었음을 보여준다. 1426년 삼포개항 당시에는 태화강 하구에 위치한 염포가 왜와의 교역항으로 지정되면서, 태화강은 국제교역항이 위치한 하천이 되었다.

### 일제강점기
일제강점기 때에 이르러 태화강에는 최초로 근대식 교량이 건설되기 시작했다. 1924년 삼호교는 태화강에 건설된 최초의 철근콘크리트 교량이다. 1935년에 건설된 울산교 역시 나룻배로만 오가던 태화강의 남북단을 자동차 도로로 이어, 울산 지역의 발전에 획기적인 기여를 하였다. 이후에 동해남부선 철도가 울산철교로 태화강 양쪽을 잇게 되었다.
중류 지역에는 치수와 범람방지를 목적으로 대나무 숲이 조성되었으며, 이는 지금도 십리대밭이라는 이름으로 남아있다.

### 현대

#### 공업단지 조성과 태화강의 오염
1962년 울산이 특정공업지구로 지정되고 중공업 단지가 본격적으로 육성되면서, 울산의 공업용수 수요가 급격히 상승하기 시작했다. 이를 위해 태화강에는 최초로 댐이 건립되었는데, 1965년 건립된 사연댐과 1969년 완공된 대암댐이 그것이다. 또한 공단조성으로 인해 인구 역시 폭발적으로 증가하여, 태화강의 하수유입량은 증가 일로에 이른다. 그에 반하여 경제성장기의 대한민국에는 환경에 대한 의식이 희박하였기 때문에, 하수처리는 제대로 이루어지지 않았다.
1990년대에 들어서 태화강의 수질은 대한민국의 하천 중에서 최하위권으로 떨어졌다. 1996년의 태화강의 생물학적산소요구량(BOD)은 11.3ppm으로, 대한민국 환경부에서 정한 수질환경기준에 따르면 최하위등급인 5등급의 기준에도 미치지 못하였다. 하천 주변은 악취로 인하여 시민들의 산책조차 어려운 상황이었으며, 물고기의 집단폐사가 수차례 벌어졌다. 이 시기 오염된 태화강은 대한민국의 산업발전에 희생된 환경을 상징하는 장면 중 하나였다.

#### 수질개선을 위한 노력

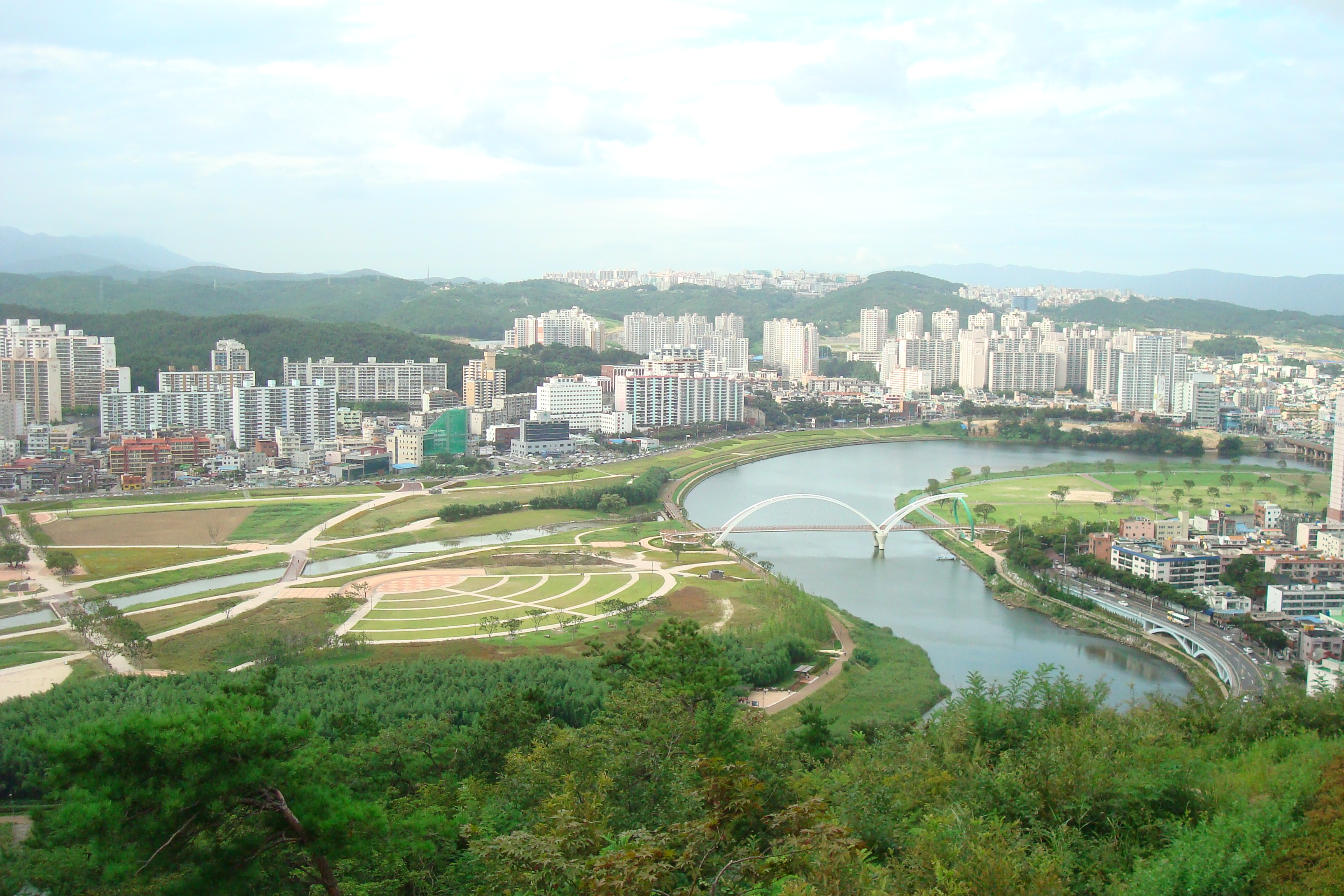
남산에서 본 태화강 모습

태화강의 수질개선 노력이 시작된 것은, 2000년대 들어서 울산광역시청이 하수관리시설을 집중적으로 건설하기 시작하면서이다. 결정적인 계기가 된 것은 2000년 여름에 태화강에서 발생하였던 물고기의 집단 폐사 사건이었다. 이 사건으로 숭어와 붕어 등의 각종 어종 1만 5천여 마리가 폐사하였다.
시의 강력한 정책에 따라 2000년 생활오폐수를 빗물과 분리하기 시작하였으며, 폐수에 대해서는 철저한 하수처리를 시작하였다. 불법어로행위에 대한 단속이 시작되고, 상류의 축산농가에는 폐수 저장을 위한 탱크가 설치되었으며, 강 바닥에 퇴적된 오염물질을 정기적으로 제거하는 등의 조치가 단행되었다. 이러한 다양한 조치들의 결과로 2003년에 태화강의 생물학적 산소 요구량은 2.7ppm으로 떨어져 2급수 수준으로 수질이 회복되었다. 이후로도 수질은 지속적으로 개선되고 있으며, 2007년에는 생물학적 산소 요구량이 2.1ppm까지 떨어져 사상 최고의 수질을 기록하였다.
2000년부터는 상류에서 새끼연어가 해마다 방류되고 있으며, 회귀하는 개체 수를 파악하여 수질개선의 척도로 삼고 있다. 2003년도에 처음 5마리의 연어가 회귀한 것이 파악된 이후로, 회귀하는 개체수가 해마다 빠르게 증가하고 있다. 2006년에 태화강으로 회귀한 연어는 67마리였다. 현재는 연어 이외에 버들치, 은어 등의 어종도 점차 증가 추세에 있으며, 이를 먹이로 하는 조류 수종도 점차 생태를 되찾고 있다.
이러한 태화강의 극적인 수질개선은 울산광역시와 시민단체, 지역업체들의 협력이 이루어 낸 성과이다. 태화강의 수질개선 사례는 2006년에 지방행정혁신 한마당 우수사례 경진대회 우수상, 건교부·한국하천협회 선정 친환경하천정비 공모전 대상을 수상하였다.

#### 자연친화적 하천조성
수질을 되찾고 있는 태화강을 도시계획적 측면에서 유용하게 이용하기 위하여, 울산광역시는 현재 태화강 마스터플랜을 구상하고 사업을 진행하고 있다. 이 사업은 태화강을 자연친화적 하천으로 조성할 것을 목적으로 하고 있다. 구체적으로는 "안전하고 깨끗한 태화강"이라는 슬로건 아래 높은 수질과 충분한 수자원을 확보할 것, "생태적으로 건강한 태화강"이라는 슬로건 아래 수변 생태계와 유역의 환경복원을 달성할 것, "친숙하고 가까운 태화강"이라는 슬로건 아래 시민 접근성이 높고 수변경관을 개선할 것을 목표로 하고 있다.

## 생태
울산발전연구원의 2006년 조사에 따르면, 태화강에는 423종의 동식물이 서식하고 있다. 이 중에 식물이 97종이며, 조류가 48종, 어류는 41종이다.

## 이야깃거리
태화강은 아직까지도 일본식 이름인 야마토강이라는 이름을 가진 오표기가 남아 있다. 그러나 태화강은 한국에 흐르는 강임에도 불구, 일본식 이름이 여전히 남아 있던 것으로 드러나고 있으나, 이는 오류인 것으로 드러나고 있다. 구글 지도에서의 태화강 명칭이 태화강의 太라는 한자가 大라는 한자로 잘못 적바림되어 있어, 太和江이 아닌 大和川이라는 명칭을 잘못 적혀 있게 되는 결과가 나온 것으로 보인다. 그 외에도 이 강의 하구를 일본해에 부속되어 있는 것(동해라고 알려진다)으로 드러나고 있다.

## 갤러리

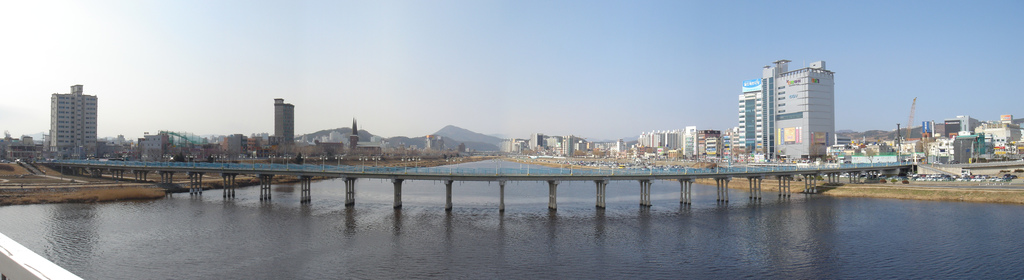
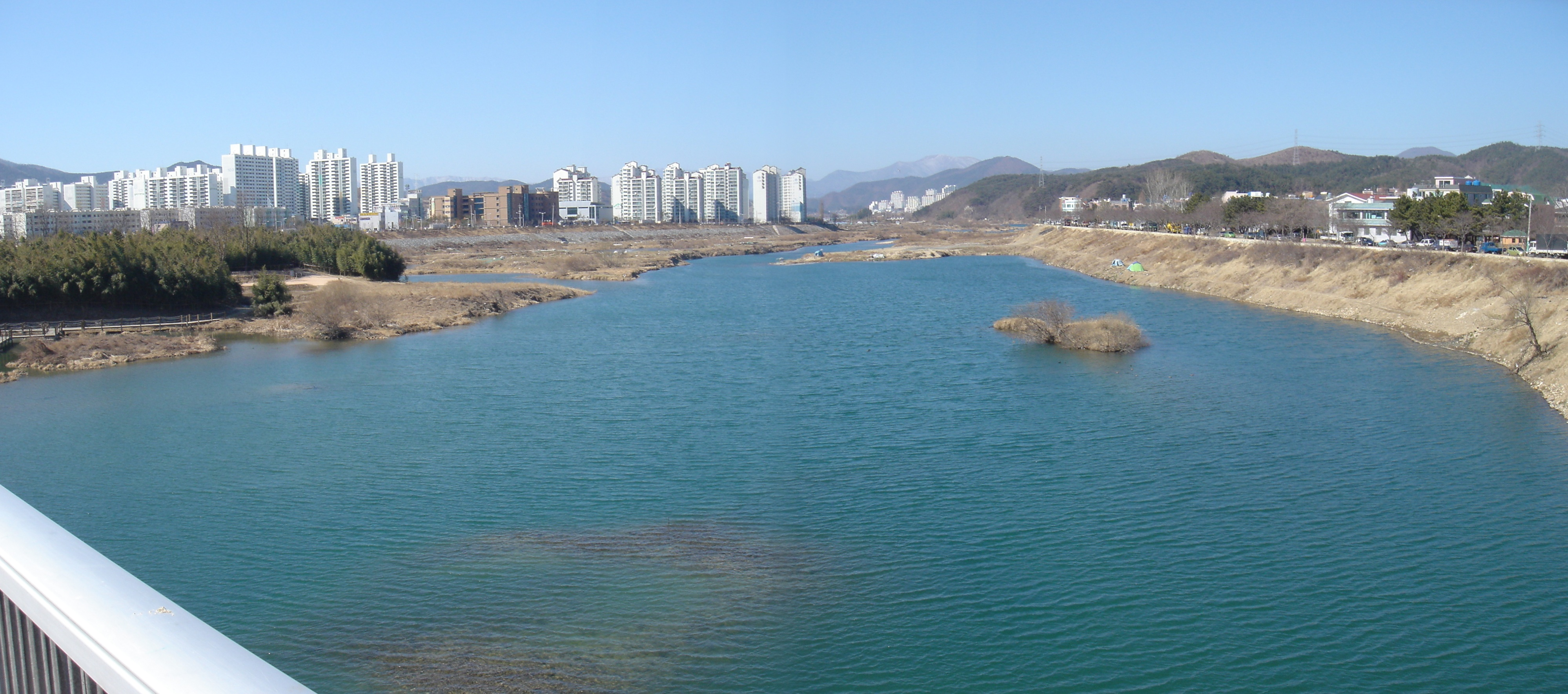
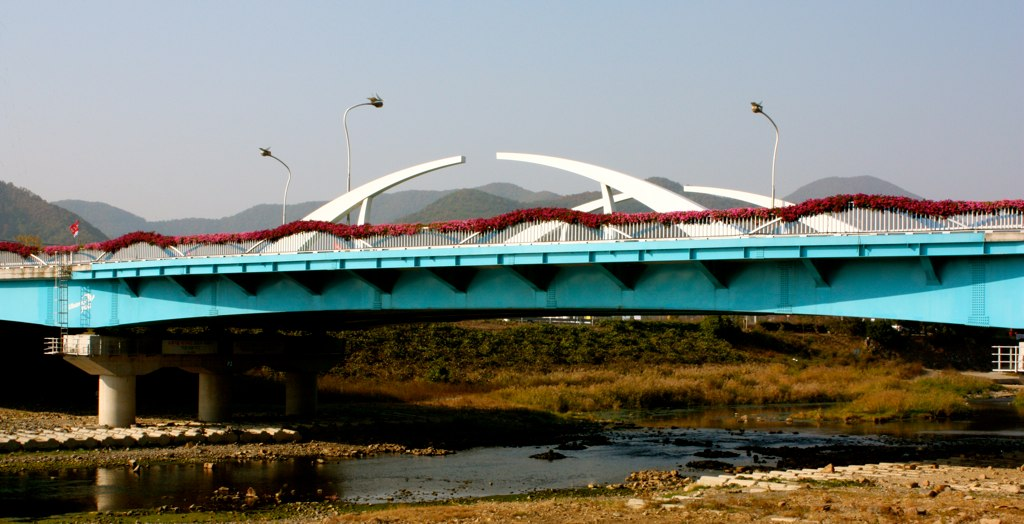
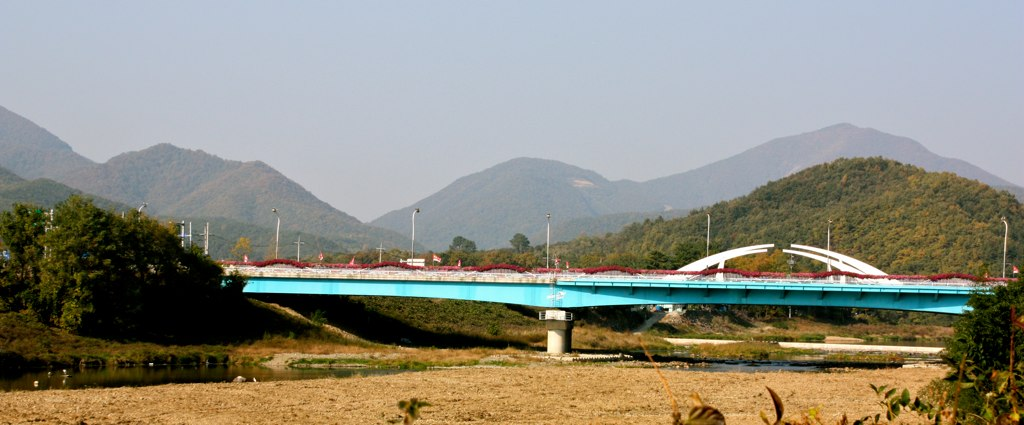
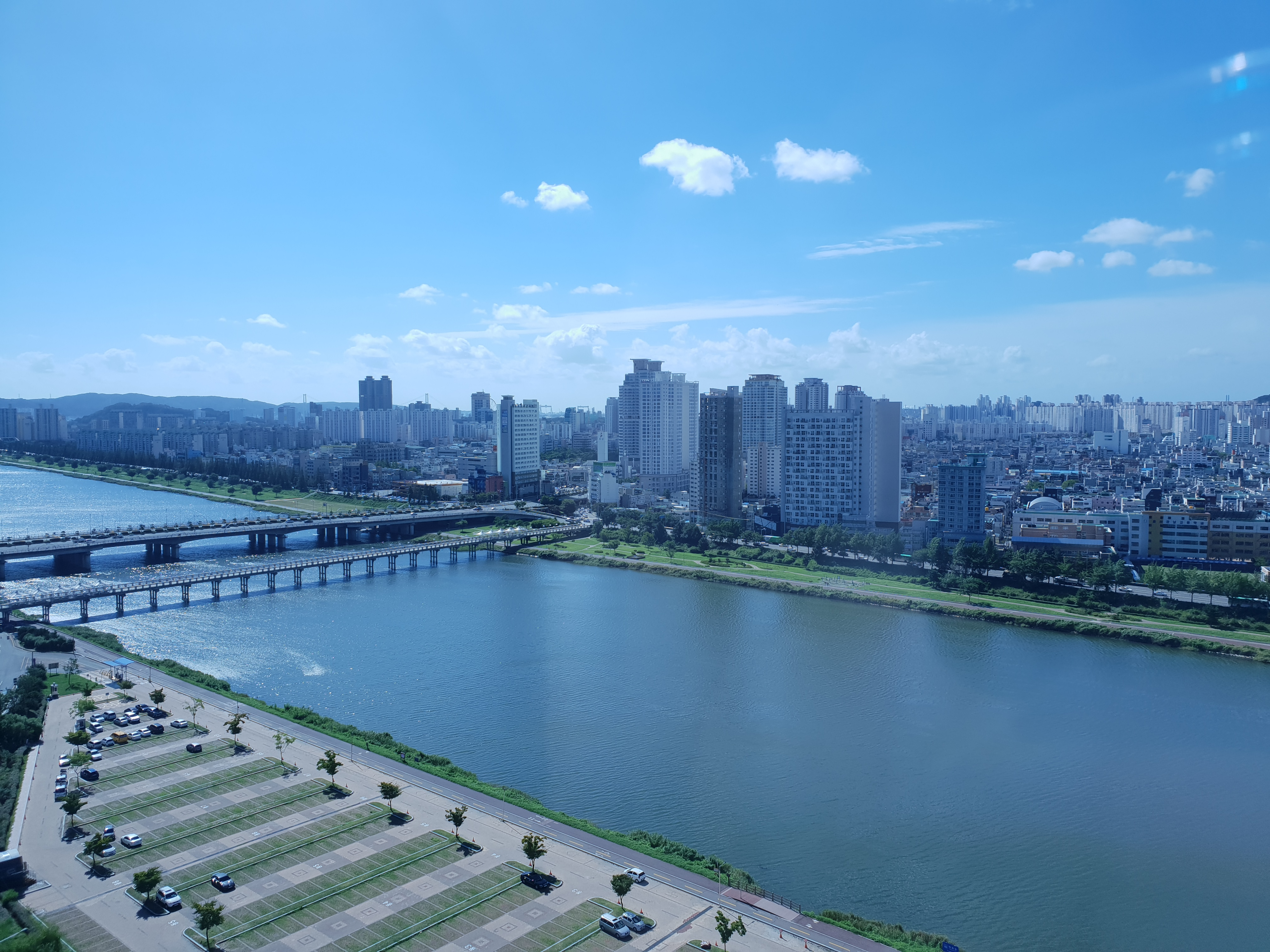
번영교(좌), 남구 삼산동, 신정동지역

## 같이 보기
- 대한민국의 지리
- 울산 선바위